# MAPRE2
MAPRE2‏ (Microtubule associated protein RP/EB family member 2) هوَ بروتين يُشَفر بواسطة جين MAPRE2 في الإنسان.